# Valdegama
Valdegama es una localidad de la provincia de Palencia (Castilla y León, España) que pertenece al municipio de Aguilar de Campoo.

## Geografía
Está situada a 10 km de Aguilar de Campoo, la capital municipal,a 926m de altitud, en la comarca de la Montaña Palentina. Es un pueblo de reducidas dimensiones, con aproximadamente 10 casas unidas en 4 bloques y una calle principal que recorre el pueblo de norte a sur, posee un manantial de buenas aguas, situado junto al bebedero y lavadero del pueblo.

## Historia
En su término esta constatada la presencia de hasta tres castros prerromanos (Valdegama I, II y III) atribuidos a los Cántabros
Desde la Edad Media al siglo XVIII, esta localidad estuvo integrada dentro de la Merindad Menor de Aguilar de Campoo. A la caída del Antiguo Régimen la localidad se constituye en municipio constitucional que en el censo de 1842 contaba con 6 hogares y 31 vecinos. A mediados del siglo XIX se anexiona los municipios de Mave, Pozancos y Santa María de Mave. En aquella época su nombre era Gama, nombre que cambia por el actual a finales de siglo. Hasta 1970 fue municipio independiente, ya que se fusionó ese año con el municipio de Aguilar de Campoo.

## Geografía humana

### Demografía
| Gráfica de evolución demográfica de Valdegama entre 1877 y 1970 |
| |
| Población de derecho según los censos de población del INE Población de hecho según los censos de población del INEEntre el censo de 1877 y el anterior, aparece este municipio porque cambia de nombre y desaparece el municipio 34501 (Gama) Entre el censo de 1981 y el anterior, este municipio desaparece porque se integra en el municipio 34004 (Aguilar de Campoo) |

Evolución de la población en el siglo XXI
| Gráfica de evolución demográfica de Valdegama entre 2000 y 2020    |
|                                                                    |
| Población de derecho (2000-2020) según el padrón municipal del INE |

## Patrimonio
Iglesia de Nuestra Señora: edificio de origen románico (siglo XIII), aunque reformado posteriormente, conservando de ese periodo fundamentalmente la cabecera. En 2009 se acometió su restauración dentro del Plan de Intervención del Románico Norte.

## Anecdotario
Hacia el norte se ve una montaña rocosa que va desde Villacibio hasta más allá de Gama y que alberga varias cuevas no muy grandes, una de las cuales atraviesa, no sin dificultad, la montaña rocosa de sur a norte, en la falda de esta hay un túnel del que se extrajo mineral en los años cuarenta, y aún se aprecia desde la carretera la montaña de material que se depositó en la entrada. Este pueblo está inmerso en zona coto de caza que en los años 1970 tuvo su esplendor por la cantidad de cazadores que asistían a la zona.
Hay que recalcar el empujón que a este fin le dieron las casas del pueblo compradas por gentes que no eran nacidos en el propio pueblo (familia Poncela, familia López Ibor, etc) y también es de destacar el hecho de que hayan vuelto a vivir durante largas temporadas antiguos hijos de esta zona como Uldarico García (que emigró a Cataluña allá por los años 1950 y una vez jubilado ha venido de nuevo en busca de la paz y la tranquilidad que aquí se respira trayéndose consigo a su familia), y también Margarita García y Félix Álvarez (en su caso emigraron a Bilbao).
Este hecho hace que un pueblo que en principio parecía destinado al abandono, como tantos otros de la comarca, esté en este momento con todas sus casas ocupadas y restauradas dando un aire precioso al pueblo que recientemente también ha sido asfaltado y cuya iglesia, que está inmersa en el recorrido por el románico del norte de Palencia, ha sido recientemente restaurada.
La Fiesta del pueblo es el 15 de agosto, día de Nuestra Señora, la patrona.
Valdegama ha cambiado su mentalidad de pueblo en declive y se siente resurgir de nuevo, gracias a todos los que han venido instalándose aquí, atraídos por sus bucólicos paisajes, su enclave privilegiado y su tranquilidad. Actualmente todas las casas están rehabilitadas y poco a poco se van asfaltando e iluminando sus calles, lo que contribuye aún más a mejorar, tras la restauración de la iglesia, la imagen de este precioso pueblo castellano.